# الکساندر ایوانف (بازیکن فوتبال، زاده ۱۹۸۸)
الکساندر ایوانف (روسی: Александр Игоревич Иванов؛ زادهٔ ۲۳ ژوئن ۱۹۸۸) بازیکن فوتبال اهل روسیه است.